# Glycosaminoglycaan
Glycosaminoglycanen (GAG’s) zijn lange ketens van disachariden en vormen een belangrijk bestanddeel 
van collageenrijke weefsels, zoals kraakbeen, tussenwervelschijven, luchtpijp, botten, bindweefsel, vaatwanden en van de synoviale vloeistof (gewrichtsvloeistof). Muco-polysachariden is een andere, verouderde benaming voor glycosaminoglycanen. Als glycosaminoglycanen zich opstapelen in een lysosoom door het falen van een enzym, dan is er sprake van mucopolysacharidose.